# Lucca Lucian

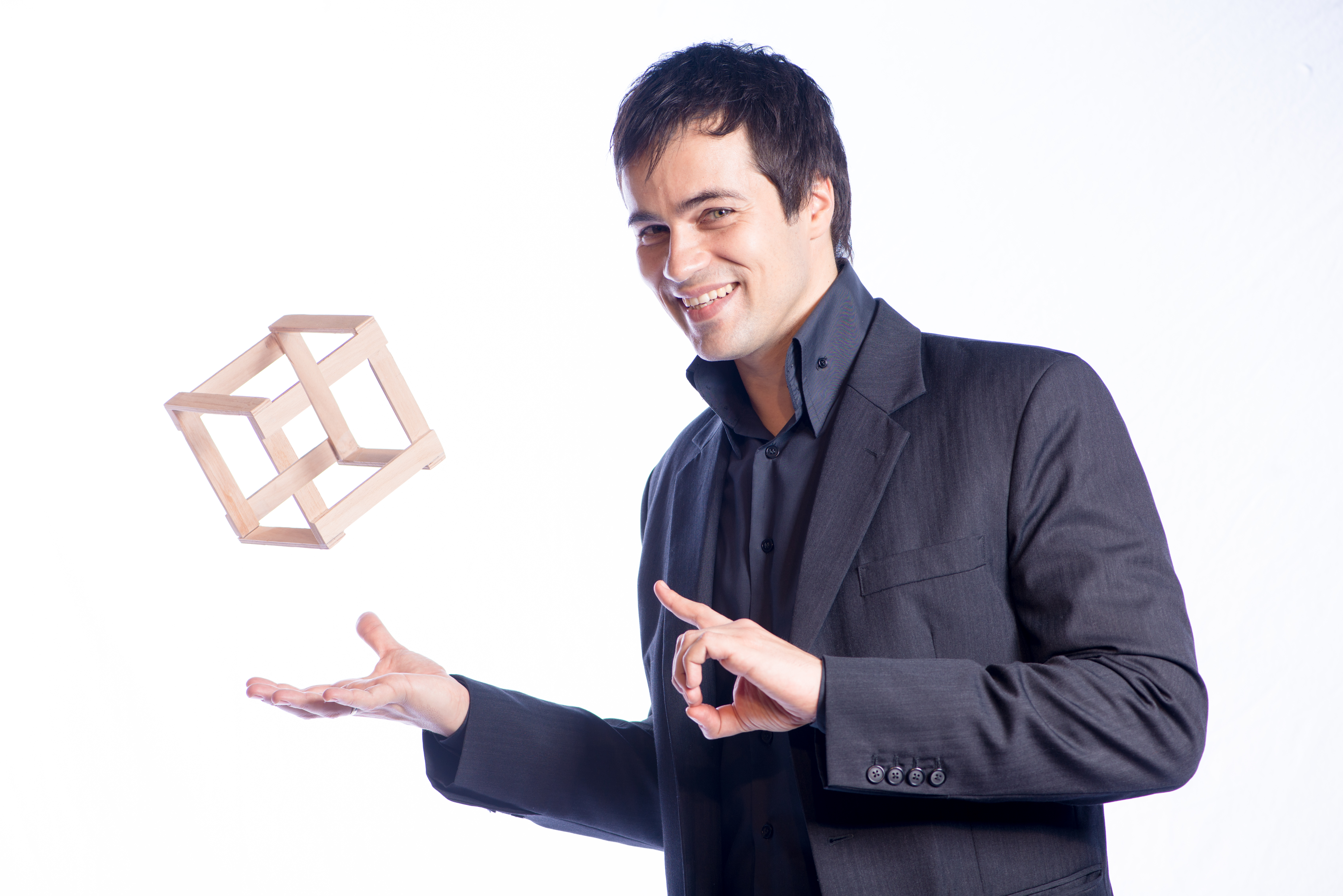
Lucca Lucian (2014)

Lucca Lucian (* 2. Februar 1977 in Wien als Boris Buresch) ist ein österreichischer Zauberkünstler und Mentalist sowie Vortragsredner, der unter seinem Bühnennamen Lucca auftritt. Bekannt ist er vor allem als Weltmeister der Mentalmagie (FISM, 2022) sowie als erster Europameister der Mentalmagie (FISM, 2017–2020).

## Leben
Lucca Lucian wurde in Wien geboren und wuchs dort auf. Nach Abschluss seiner schulischen Ausbildung an einer Höheren Technischen Lehranstalt gründete er 1996 seine ersten beiden Unternehmen und wurde Österreichs jüngster Master-Franchisenehmer des US-amerikanischen Franchisesystems ChipsAway.
2011 lernte er seine spätere Ehefrau und Bühnenpartnerin Anca Floria Lucian kennen. Nach ihrer Heirat im Juni 2012 führte er sie in die Welt der Zauberkunst ein, seither steht er sowohl als Solo-Künstler wie auch gemeinsam mit seiner Frau unter dem Namen Anca & Lucca auf der Bühne. Anca und Lucca leben in Österreich und haben zwei Söhne.

## Künstlerische Karriere
Lucian entdeckte seine Leidenschaft für die Zauberkunst im Alter von 19 Jahren. Im Jahr 1999 wurde er Mitglied des Magischen Cercle Wien. Seit 2008 ist er professioneller Magier und Vortragsredner und vor allem durch seine Teilnahmen an internationalen Meisterschaften der Zauberkunst unter Branchenkollegen weltweit bekannt. Bei den Österreichischen Staatsmeisterschaften der Zauberkunst wurden alle seine Auftritte in den Jahren 2008, 2010 und 2012 in vier verschiedenen Sparten der Zauberkunst prämiert.
Seine wichtigsten Auszeichnungen sind:
- 3 × Österreichischer Meister der Zauberkunst (Mentalmagie) 2012, 2014 & 2016
- Sonderpreis für die „Verbesserung eines magischen Prinzips“ 2014[3]
- Deutscher Vizemeister der Zauberkunst (Mentalmagie) 2014
- 2× Vize-Weltmeister der Zauberkunst (Mentalmagie) FISM 2015–2021
- Europameister der Zauberkunst (Mentalmagie) FISM 2017–2020[4]
- Weltmeister der Zauberkunst (Mentalmagie) FISM ab 2022–2025[5]

## The Mind-Reading Revolution
Im Jahr 2013 stellte er gemeinsam mit seiner Frau Anca ihre gemeinsam entwickelte Version der Demonstration von Gedankenlesen und Hellsehen mit dem Namen „The Mind-Reading Revolution“ vor, deren verbesserte Methoden 2014 bei den Österreichischen Meisterschaften der Zauberkunst mit dem Sonderpreis für die „Verbesserung eines magischen Prinzips“ ausgezeichnet wurden. Ein wesentliches Merkmal ist der Ausschluss von eingeweihten Zuschauern, geheimen Helfern oder der Verwendung versteckter elektronischer Hilfsmittel, was sie durch eine notariell beglaubigte Eidesstattliche Erklärung mit einer Zahlung von 1.000.000 US-Dollar im Falle einer Zuwiderhandlung garantieren.
Bei den FISM-Weltmeisterschaften der Zauberkunst 2015 in Rimini wurden Anca & Lucca Lucian mit „The Mind-Reading Revolution“ Vize-Weltmeister der Mentalmagie. 2017 wurden sie bei den FISM-Europameisterschaften auf dem weltgrößten Magierkongress in Blackpool (Großbritannien) als erste Europameister der Mentalmagie ausgezeichnet.

## Eigenkreationen
Neben „The Mind-Reading Revolution“ kreiert Lucian viele seiner Illusionen selbst, wie seine mentalmagische Version von Scrabble-„Buchstaben“, „Numerologie“ oder entwickelt seine eigenen Versionen des Magischen Quadrats, Kartenstechen und Card Warp.

## Buch und Theatershow
Im Juni 2017 erschien Lucians erstes Buch, Lucca – Die Kunst des Staunens / Geheimnisse und Offenbarungen eines Magiers (Goldegg Verlag). Das Buch spricht den Leser direkt an und vermittelt die Perspektive des Autors auf das Staunen und die Wunder des Alltags, die in der Liebesgeschichte zwischen seiner Frau Anca und ihm behandelt werden. Diese Geschichte ist auch die Rahmenhandlung der 2017 erstmals in Wien aufgeführten mentalmagischen Theatershow „Anca & Lucca – The Mind-Reading Revolution“.